# Dobrosin (Ukraina)
Dobrosin (ukr. Добросин) – wieś na Ukrainie, w rejonie lwowskim obwodu lwowskiego. Wieś liczy około 2000 mieszkańców.
Znajduje się tu stacja kolejowa Dobrosin, położona na linii Lwów – Rawa Ruska – Hrebenne.

## Historia
W II Rzeczypospolitej do 1934 samodzielna gmina jednostkowa. Następnie należała do zbiorowej wiejskiej gminy Wola Wysocka w powiecie żółkiewski w woj. lwowskim. Pod okupacją hitlerowską siedziba gminy Dobrosin. 
Według wspomnień zebranych przez Stowarzyszenie Upamiętnienia Ofiar Zbrodni Ukraińskich Nacjonalistów we Wrocławiu, na początku marca 1944 członkowie OUN-B zabili w Dobrosinie 6 rodzin polskich. Według sprawozdania terenowego Komitetu Ziem Wschodnich w kwietniu 1944 Ukraińcy zabili tu także 8 Polaków i 14 Ukraińców, członków prosowieckiej siatki.
Po wojnie wieś weszła w struktury administracyjne Związku Radzieckiego.